# 诺因基兴县

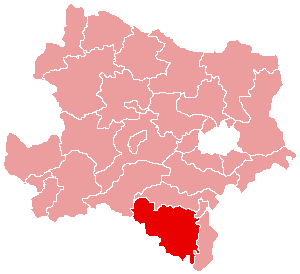
诺因基兴县在下奥地利州的位置

诺因基兴县（德語：Bezirk Neunkirchen）是奥地利下奥地利州所辖的一个县。总面积1146.4平方公里，总人口85769，人口密度75人/平方公里（2001年）。行政中心位于诺因基兴。

## 行政区域
诺因基兴县辖有45个市镇。